# The Ward
The Ward (prt: O Hospício; bra: Aterrorizada) é um filme norte-americano de 2010, do gênero terror, realizado por John Carpenter, com Amber Heard como protagonista. O filme marca o regresso de Carpenter ao cinema, dez anos depois de Ghosts of Mars.
Tendo estreado primeiramente no Reino Unido, a 21 de Janeiro de 2011, estreou nos Estados Unidos em Julho, e em Portugal a 8 de Setembro de 2011.

## Sinopse
O enredo do filme acontece em 1966 e começa com a personagem principal, Kristen (Amber Heard), a ser internada num hospital psiquiátrico, depois de incendiar uma casa. Na mesma ala psiquiátrica estão internadas outras mulheres, Iris (Lyndsy Fonseca), Sarah (Danielle Panabaker), Emily (Mamie Gummer) e Zoey (Laura Leigh), que são tratadas pelo Dr. Stringer (Jared Harris). A certo momento Kristen se ve aterrorizada por uma aparição zombie-fantasmagórica, e tenta descobrir a sua origem.

## Elenco
- Amber Heard : Kristen
- Lyndsy Fonseca : Iris
- Danielle Panabaker : Sarah
- Mamie Gummer : Emily
- Laura Leigh : Zoey
- Mika Boorem : Alice
- Jared Harris : Stringer